# Banff-Cochrane
Pour les articles homonymes, voir Banff (homonymie) et Cochrane.
Circonscription électorale provinciale du Canada
Banff-Cochrane (auparavant Banff et Montagne Rocheuse) est une circonscription électorale provinciale de l'Alberta (Canada), située dans les rocheuses d'Alberta à l'ouest de Calgary. Elle comprend les villes de Banff et Cochrane, et le Parc national de Banff. Son député actuel est le Néo-démocrate Cam Westhead.

## Liste des députés
| Années            | Années          | Député              | Parti politique           |
| Banff             | Banff           | Banff               | Banff                     |
| ----------------- | --------------- | ------------------- | ------------------------- |
|                   | 1905 - 1909     | William Bredin      | Libéral                   |
| Montagne rocheuse |                 |                     |                           |
|                   | 1909 - 1913     | Charles O'Brien     | Socialiste                |
|                   | 1913 - 1917     | Robert Campbell     | Conservateur              |
|                   | 1917 - 1921     | Robert Campbell     | Conservateur              |
|                   | 1921 - 1926     | Philip Christophers | Travailliste              |
|                   | 1926 - 1930     | Philip Christophers | Travailliste              |
|                   | 1930 - 1935     | George Cruickshank  | Indépendant               |
|                   | 1935 - 1940     | E. O. Duke          | Créditiste                |
| Banff-Cochrane    |                 |                     |                           |
|                   | 1940 - 1944     | Frank Laut          | Indépendant               |
|                   | 1944 - 1946     | Arthur Wray         | Créditiste                |
|                   | 1946 - 1948     | Arthur Wray         | Indépendant               |
|                   | 1948 - 1952     | Arthur Wray         | Indépendant               |
|                   | 1952 - 1955     | Lee Leavitt         | Créditiste                |
|                   | 1955 - 1959     | Frank Gainer        | Indépendant               |
|                   | 1959 - 1963     | Frank Gainer        | Indépendant               |
|                   | 1963 - 1967     | Frank Gainer        | Indépendant               |
|                   | 1967 - 1971     | Clarence Copithorne | Indépendant               |
|                   | 1971 - 1975     | Clarence Copithorne | Progressiste-conservateur |
| Banff             |                 |                     |                           |
|                   | 1975 - 1979     | Frederick Kidd      | Progressiste-conservateur |
| Banff-Cochrane    |                 |                     |                           |
|                   | 1979 - 1982     | Greg Stevens        | Progressiste-conservateur |
|                   | 1982 - 1986     | Greg Stevens        | Progressiste-conservateur |
|                   | 1986 - 1989     | Greg Stevens        | Progressiste-conservateur |
|                   | 1989 - 1993     | Brian Evans         | Progressiste-conservateur |
|                   | 1993 - 1997     | Brian Evans         | Progressiste-conservateur |
|                   | 1997 - 2001     | Janis Tarchuk       | Progressiste-conservateur |
|                   | 2001 - 2004     | Janis Tarchuk       | Progressiste-conservateur |
|                   | 2004 - 2008     | Janis Tarchuk       | Progressiste-conservateur |
|                   | 2008 - 2012     | Janis Tarchuk       | Progressiste-conservateur |
|                   | 2012 - 2015     | Ron Casey           | Progressiste-conservateur |
|                   | 2015 - (actuel) | Cam Westhead        | Néo-démocrate             |